# برونو لافي
برونو لافي (بالفرنسية: Bruno Levy)‏ هو منتج أفلام ومنتج تلفزيوني ومصور ومخرج فرنسي، ولد في 3 أغسطس 1979 في باريس في فرنسا.

## وصلات خارجية
- الموقع الرسمي
- برونو لافي على موقع IMDb (الإنجليزية)
- برونو لافي على موقع ألو سيني (الفرنسية)
- برونو لافي على موقع أول موفي (الإنجليزية)
- برونو لافي على موقع قاعدة بيانات الأفلام السويدية (السويدية)
- برونو لافي على موقع قاعدة بيانات الفيلم (الإنجليزية)
- برونو لافي على موقع كينوبويسك (الروسية)